# Solange de Castro
Solange Maria de Castro (Pontal, 2 de junho de 1960 - Orlândia, 7 de dezembro de 2017) foi uma jogadora de basquetebol brasileira que atuou como pivô.

## Carreira
Solange de Castro fez parte da Seleção Brasileira de Basquetebol Feminino, ao lado das jogadoras Paula e Hortência, atuando no fim dos anos 70 ao início dos anos 80 como pivô. Em clubes, se destacou em Bauru com o técnico Antonio Carlos Barbosa e também na equipe da Prudentina, sob o comando do técnico Antônio Carlos Vendramini.
Com a Seleção Feminina de Basquete, conquistou medalha de bronze nos  Jogos Pan-Americanos de 1983.
Solange foi diagnosticada com linfoma e faleceu na noite do dia 7 de dezembro  de 2017, em Orlândia, interior de São Paulo.